# رأس الشوكات الثلاث
رأس الشوكات الثلاث هو رأس على ساحل البحر الأبيض المتوسط في شمال شرق المغرب. وهو يقع في النفوذ الترابي للجماعة القروية بني شيكر بإقليم الناظور في جهة الشرق. ويعد الموقع الوحيد على صعيد مدار البحر الأبيض المتوسط، الذي حافظ نسبيا على توازنه الإيكولوجي وتنوعه البيولوجي.
يندرج هذا الموقع ضمن اتفاقية رامسار الدولية منذ سنة 2005، ويعد اليوم على الصعيد العالمي موطنا للكثير من الطيور، منها المقيمة بالمنطقة، والمهاجرة إليها من شتى جهات العالم، ومنها بعض الطيور النادرة جدا.

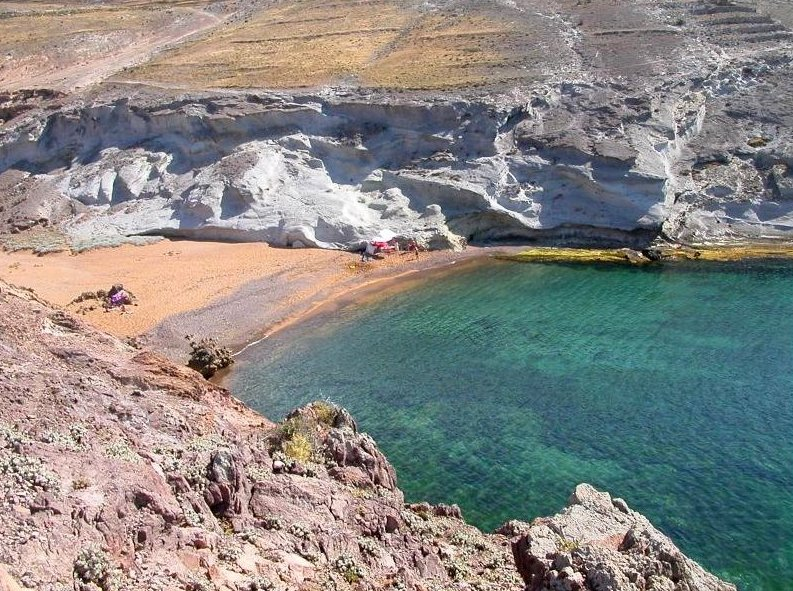
شاطئ رأس الشوكات الثلاث

## التسمية
يُعرف رأس الشوكات الثلاث في الإسبانية باسم Cabo de Tres Forcas، وبالفرنسية باسم Cap des Trois Fourches.
وهو معروف أيضًا باللغة العربية باسم رأس ورك.

## السياحة
لا يزال موقع رأس الشوكات الثلاث غير معروف كثيراً لدى السياح، نظراً لأن هناك نقص كامل في البنية التحتية، غير أن معظم أولئك الذين يذهبون إلى هذا الموقع يختارون التخييم في البرية أو يقضون بضع ساعات فقط هناك. ويمثل الإسبان المقيمون في مليلية الجزء الأكبر من الزوار.

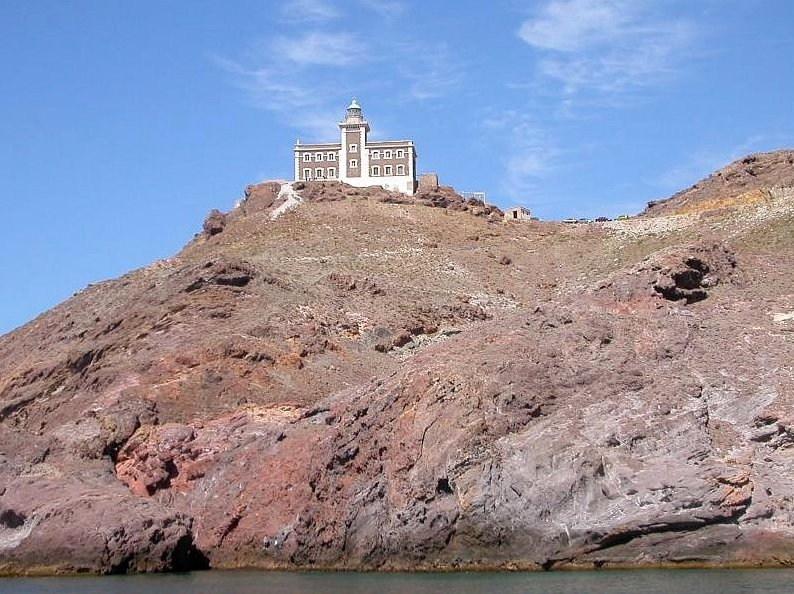
منارة رأس الشوكات الثلاث

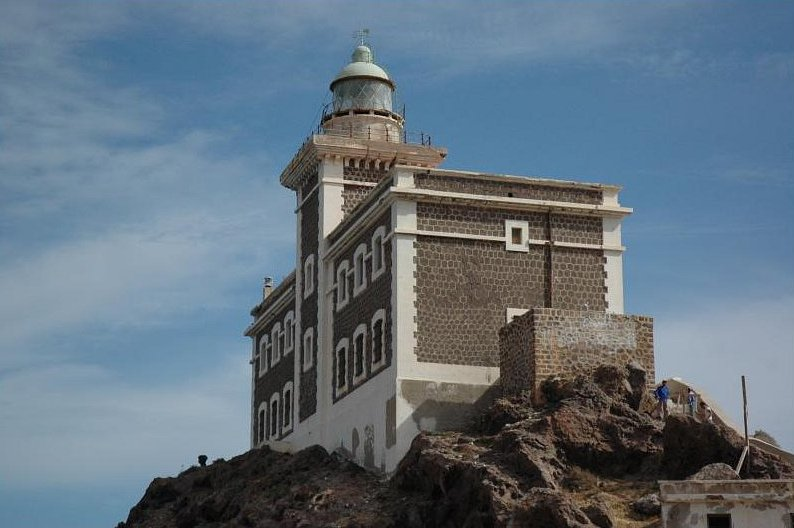
منارة رأس الشوكات الثلاث

## المنارة
كان رأس ورك يشكل خطرا على سفن الملاحة البحرية، مما جعل الإسبان يقومون ببناء منارة في نهاية الجبل سنة 1927م وذلك للحد من الخطر وتسهيل الرؤية أمام السفن العابرة بالقرب منه.
يبلغ إرتفاع هذه المنارة 18 متر، وهي مجهزة بعدسة فريسنل من الدرجة الأولى. تصدر مجموعة من 4 ومضات بيضاء ، كل 20 ثانية ، مرئية حتى 19 ميلاً بحريًا (حوالي 35 كم).